# Jucancistrocerus minutepunctatus
Jucancistrocerus minutepunctatus är en stekelart som beskrevs av Giordani Soika 1970. Jucancistrocerus minutepunctatus ingår i släktet Jucancistrocerus och familjen Eumenidae. Inga underarter finns listade i Catalogue of Life.